# ラストロマンス
「ラストロマンス」は、東京女子流の24枚目のシングル。2018年2月28日にavex traxから発売された。

## 概要
前作「water lily 〜睡蓮〜」から7ヶ月ぶりの2018年第1弾シングル。本作は東京女子流が新クリエイティブに“リニューアル”した後の第1弾作品となる。
CD商品としてType-A（CDとミュージックビデオおよびメイキングが収録されたDVDのセット、AVCD-94001/B）、Type-B（CDのみ、AVCD-94002）の2形態がある他、モバイルカザスストア・イベント会場限定商品のミュージックカードが全10種類ある。

## 収録内容
CD
1. 「ラストロマンス」（=TGS69） – 3:01
作詞・作曲：春ねむり / 編曲：Lucky Kilimanjaro、春ねむり
2. 「初恋」（=TGS70） – 3:38
作詞：majocco / 作曲：Kevin Aoki / 編曲：Lucky Kilimanjaro
3. 「ラストロマンス Nemu remix」 – 3:36
リミックス：春ねむり

DVD（Type-Aのみ）
- 「ラストロマンス Music Video」
- 「物足りなかった人たちへの、続きの話。 ～ラストロマンス Making Movie～」

## タイアップ
- dTVマンガ『わたしに××しなさい!』主題歌[4]